# Amastus lichyi
Amastus lichyi är en fjärilsart som beskrevs av De Toulgoët 1984. Amastus lichyi ingår i släktet Amastus och familjen björnspinnare. Inga underarter finns listade i Catalogue of Life.